# Ternstroemia robinsonii
Ternstroemia robinsonii är en tvåhjärtbladig växtart som beskrevs av Elmer Drew Merrill. Ternstroemia robinsonii ingår i släktet Ternstroemia och familjen Pentaphylacaceae. Inga underarter finns listade i Catalogue of Life.